# アナ・フラトン
アナ・フラトン（Ana Julaton、1980年7月5日 - ）は、アメリカ合衆国カリフォルニア州サンフランシスコ出身のフィリピン系アメリカ人女性プロボクサー、総合格闘家である。愛称は「ハリケーン」や「クイックェスト（最速）」と呼ばれている。トレーナーがフレディ・ローチだったことがある。

## 来歴
サンフランシスコ出身でラスベガス在住。10歳の時から伝統格闘技を学んでおり、テコンドーと拳法空手の黒帯を所持している。
2007年11月2日、リタ・ヴァレンティーニ戦でデビュー。判定勝利。
2008年8月21日、ドミンガ・オリボとWBC女子インターナショナルスーパーバンタム級王座を争うが、1-2の僅差判定でプロ初敗北。
2009年9月12日、ケルシー・ジェフリーズとIBA女子世界スーパーバンタム級王座を争い、2-0判定で世界王座獲得。
12月4日、ドナ・ビガーズ相手にIBA王座防衛戦とともにWBO王座を懸けて対戦。3-0判定で2冠達成。
2010年3月27日、リサ・ブラウンとWBA女子スーパーバンタム級王座決定戦を行い、0-3判定負けを喫し王座獲得どころか保持していたWBO・IBA王座も剥奪された。
6月30日、その失ったWBO王座を取り戻すべく、マリア・エレナ・ビラロボスとの王座決定戦に挑み、2-1判定で辛くも王座奪還に成功。
2012年3月16日、3度目の防衛戦を、敵地アルゼンチンにてジェシカ・マルコスの挑戦を受けるが、0-3の判定負けで防衛に失敗し王座から転落した。
2013年11月1日、Perla Hernandezに勝利したのを最後にボクシングから一度離れ総合格闘技に主戦場を移した。
2015年3月6日、1年3ヶ月ぶりにボクシングの試合を行い判定勝利を収めた。

### 総合格闘技
2014年4月、ONE Fighting Championshipと契約し総合格闘技に挑戦する事を発表した。ラスベガス在住のためUFCを観戦する機会が多かったことで、ボクシングの攻撃は両手だけに制限されているが、総合格闘技ではキックやグランドの攻撃も許されることに興味を引かれたと挑戦理由を述べた。
2014年5月2日、総合格闘技デビュー戦を3ラウンド、パンチによるTKOで勝利を収めた。この大会はフィリピンで行われたが、フラトンはボクシングを通じても初めて自身のルーツであるフィリピンで試合を行うことが出来た。
2014年8月29日、アン・オスマンに1-2の判定負けを喫した。
2014年12月5日、モハメッド・カマリーに判定勝利を収めた。
2015年12月11日、1年ぶりの試合でイリナ・マゼパに判定負けを喫した。

## 戦績
プロボクシング
- 10戦7勝（1KO）2敗1分

総合格闘技
- 4戦2勝2敗

## 獲得タイトル
- IBA世界スーパーバンタム級王座
- WBO女子世界スーパーバンタム級王座